# انترلوج
الانترلوج هو التفاعل بين زوج من البروتينات التي لها التفاعل نفسه في كائن حي آخر. تم تقديم المصطلح في ورقة عام 2000 من قبل Walhout et al.  

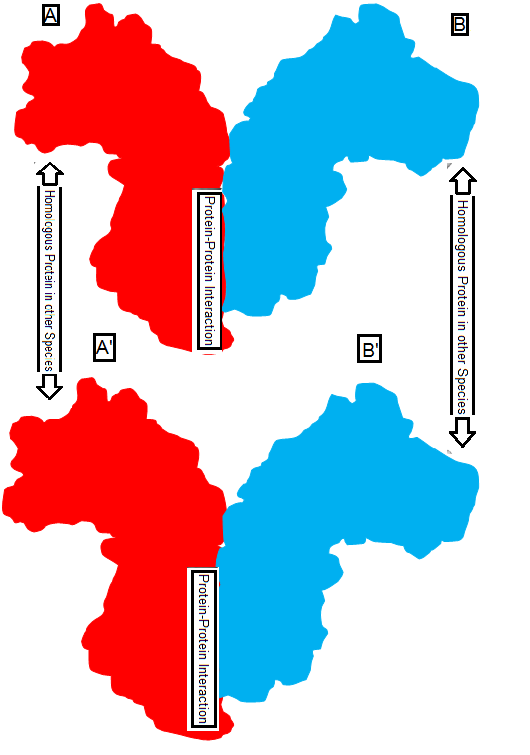

## أمثلة
بافتراض أن A و B هما بروتينان مختلفان متفاعلان للبشر، A` و B` بروتينات مختلفان متفاعلان للحيوان، فيكون التفاعل بين A و B هو انترلوج للتفاعل بين A' و B' إذا كانت الشروط التالية جميعًا:
- A هو متماثل من A'. (متماثلون البروتين لديهم متواليات حمض أميني مماثلة ويستمدون من تسلسل أجداد مشترك).
- B هو متماثل من B'.
- A وB يتفاعلان مع بعضعهم البعض
- A' و B' يتفاعلا مع بعضعهم البعض

وبالتالي، تعتبر الانترلوج أزواج متماثلة من البروتين تتفاعل فيما بينها عبر كائنات مختلفة.